# Ernest Witebsky
Ernest Witebsky, auch Ernst Witebsky, (* 3. September 1901 in Frankfurt am Main; † 7. Dezember 1969) war ein deutsch-US-amerikanischer Immunologe
Witebsky studierte 1920 bis 1925 Medizin an der Universität Frankfurt und war danach bei Hans Sachs an der Universität Heidelberg, wo er Antigene spezifischer Organe untersuchte. 1933 floh er vor der Verfolgung durch die Nationalsozialisten über die Schweiz in die USA und war ab 1935 an der University at Buffalo (Medical School). Von 1941 bis 1967 war er dort Professor und Vorstand der Abteilung Immunologie und Bakteriologie. 1967 wurde er dort erster Direktor des damals neu geschaffenen Center for Immunology, das von ihm und Felix Milgrom gegründet wurde und später nach Witebsky benannt wurde.
Er untersuchte Antigene, die spezifisch für bestimmte Organe sind (z. B. der Schilddrüse, Thyroglobin), und isolierte und charakterisierte Antigene der Blutgruppen A und B. Mit  Niels Klendshoj isolierte er das B-Antigen, was dazu beitrug Bluttransfusionen sicherer zu machen. Witebsky begann mit der Praxis, spezifische Antikörper bei Blutspendern zu neutralisieren, und stellte 1957 die Witebsky-Postulate zur Charakterisierung von Autoimmunkrankheiten auf. Er erforschte auch Autoimmunkrankheiten wie Myasthenia gravis, Addison-Krankheit und Thyroiditis, für die er ein experimentelles Modell entwickelte und anhand derer er Autoimmunkrankheiten erforschte.
1959 erhielt er den Karl Landsteiner Memorial Award. Er war Mitglied der Leopoldina. Ein Preis der University of Buffalo ist nach ihm benannt.